# Stefan Luitz
Stefan Luitz, född 26 mars 1992, är en tysk alpin skidåkare. Han är specialist på slalom och storslalom.
Luitz blev silvermedaljör i storslalom på junior-VM 2010. Han gjorde sin världscupdebut den 8 januari 2011 i Adelboden. Hans hittills bästa placering i världscupen är en andraplats i storslalomtävlingen i Val d'Isère den 9 december 2012.